# Bajka opowiedziana nocą
Bajka opowiedziana nocą (ros. Сказка, рассказанная ночью) – radziecka baśń filmowa z 1981 roku w reżyserii Irmy Rausz.

## Obsada
- Aleksandr Galibin
- Rasmi Dżabraiłow
- Aleksandr Kalagin
- Igor Kostolewski
- Aleksandr Łazariew
- Jüri Järvet
- Leonid Jarmolnik

## Wersja polska
- Wersja polska: Studio Opracowań Filmów w Łodzi
- Reżyseria: Grzegorz Sielski
- Tekst: Elżbieta Włodarczyk
- Dźwięk: Elżbieta Matulewicz
- Montaż: E. Kupiska
- Kierownictwo produkcji: Bożena Dębowska

Źródło: